# Ceratinops
Ceratinops Banks, 1905 è un genere di ragni appartenente alla famiglia Linyphiidae.

## Distribuzione
Le 10 specie oggi attribuite a questo genere sono state reperite negli USA: alcuni sono endemismi. Una sola specie, la C. sylvaticus, è stata rinvenuta anche in territorio canadese.

## Tassonomia
A maggio 2011, si compone di 10 specie secondo Platnick o 9 specie secondo Tanasevitch:
- Ceratinops annulipes (Banks, 1892)[3] — USA
- Ceratinops carolinus (Banks, 1911) — USA
- Ceratinops crenatus (Emerton, 1882) — USA
- Ceratinops inflatus (Emerton, 1923) — USA
- Ceratinops latus (Emerton, 1882) — USA
- Ceratinops littoralis (Emerton, 1913) — USA
- Ceratinops obscurus (Chamberlin & Ivie, 1939) — USA
- Ceratinops rugosus (Emerton, 1909) — USA
- Ceratinops sylvaticus (Emerton, 1913) — USA, Canada
- Ceratinops uintanus Chamberlin, 1948[4] — USA

### Specie trasferite
- Ceratinops amurensis Eskov, 1992; trasferita al genere Asiceratinops Eskov, 1992[1].
- Ceratinops kolymensis Eskov, 1992; trasferita al genere Asiceratinops Eskov, 1992.
- Ceratinops pectinatus (Tullgren, 1955); trasferita al genere Troxochrota Kulczyński, 1894.